# برنزه‌طوطی‌ها
برنزه‌طوطی‌ها (نام علمی: Chalcopsitta) نام یک سرده از زیرخانواده شهدخورطوطیان است.

## گونه‌ها
- شهدخورچه راه‌راه Chalcopsitta sintillata
- شهدخورچه قهوه‌ای Chalcopsitta duivenbodei
- طوطی سرخ‌شاه‌پر Chalcopsitta atra
- Chalcopsitta cardinalis